# Stalingrad (album d'Accept)
Pour les articles homonymes, voir Stalingrad (homonymie).
Albums de Accept
Blood of the Nations
(2010) Blind Rage
(2014)
Stalingrad est le titre du treizième album studio du groupe Accept, sorti le 6 avril 2012 et distribué par le label allemand Nuclear Blast Records,. C'est leur second album depuis leur retour en 2009.
Comme pour leur précédent album Blood of the Nations, il a été produit par Andy Sneap.

## Musique
L'album est annoncé comme continuant dans la voie de l'album précédent :

« Nous allons adopter la même attitude, la même approche ; nous allons faire encore plus du même, [...] sans être le même. Plus de trucs dans un style similaire.[...] L'intention n'est pas de changer maintenant. Je veux dire, pourquoi ferions nous cela ?  Mais [...] c'est incroyablement difficile d'écrire des chansons qui soient en quelque sorte reminiscentes du passé mais qui en même temps ne soient pas du plagiat de notre propre musique. Cela paraît incroyablement simple, mais ça ne l'est pas, surtout quand on a une histoire de quinze albums ou quelque chose comme ça. Et puis il y a les similitudes qu'on doit éviter. Cela ne doit pas être trop proche, mais cela ne doit pas être trop éloigné non plus. Donc, c'est sur un fil étroit qu'il nous faut parfois marcher, mais tu sais, on espère y arriver encore. »

Le premier titre promotionnel, intitulé Stalingrad, est sorti en échantillon sur le CD samples du magazine allemand Rockhard, et une vidéo promotionnelle provisoire a été officiellement mise en ligne le 28 février. Il confirme les annonces quant à la continuation du style heavy metal pour lequel le groupe est le plus populaire. 

### Paroles
L'album aborde à nouveau le thème de la guerre à l'instar de certaines chansons de Russian Roulette et Blood of the Nations, avec des  chansons comme "Stalingrad", "Hellfire" ou encore "Shadow Soldiers".
"Hung, Drawn and Quartered", traite à nouveau de la thématique de la peine de mort et du supplice - déjà abordée dans la chanson "Death Row".Le titre et refrain de la chanson fait référence au supplice du"Hanged, drawn and quartered" ("Pendu, traîné par une claie et mis en quart"), une sentence punitive pratiquée en Grande-Bretagne du XIVe siècle au XIXe siècle. La chanson y décrit l'atrocité du supplice d'un condamné, et la satisfaction sadique des autorités et du public assistant à la scène. 
"Stalingrad" évoque la bataille de Stalingrad durant la seconde guerre mondiale et rend hommage aux combattants russes qui, dans le froid et la faim, ont repoussé les forces nazies. Le guitariste Wolf Hoffmann effectue, au cours de son solo, une citation de l'hymne soviétique. Mais au-delà de ce premier niveau de lecture, c'est avant tout un regard humain porté sur des soldats qui se retrouvent dans une guerre, dont les tenants et les aboutissants les dépassent:

« Quand nous étions mômes, explique Baltes, on avait toujours le souvenir de la seconde guerre mondiale au fond de l'esprit, on en entendait parler tous les jours, à l'école, etc. Et Stalingrad fut l'une des batailles les plus décisives du conflit, quand les russes se sont confrontés aux allemands... Tout était une question de persévérance. C'est de là que vient le concept, parce que ce fut une bataille incroyable et horrible. On a vu un documentaire à ce propos. Tant de gens sont morts d'une façon horrible, et pour quoi ? On a essayé de nous imaginer ce que les soldats ont pu ressentir, ce que pouvait être une telle bataille et on se rend compte qu'ils sont morts pour rien. On aurait pu penser qu'après tant de conflits comme celui-ci, les choses auraient pu changer... et pourtant, l'humanité n'a rien appris. Plus de soixante ans après la fin de cette guerre, il y a toujours autant de conflits ici et là, chaque jour on apprend qu'une nouvelle guerre vient d'éclater"  »

« Hellfire » prend pour thème le Bombardement de Dresde qui eut lieu du 13 au 15 février 1945, et qui détruisit presque entièrement la ville allemande de Dresde. "Ce fut un evenement catastrophique de grande envergure. C'était une histoire dramatique à raconter" , explique le guitariste Wolf Hoffmann.
« Shadow Soldiers » reprend la thématique similaire à celle abordée dans la chanson « Walking in the Shadows », elle évoque le prix payé par les soldats morts pour la liberté (notamment lors de la seconde guerre mondiale)et qui reposent dans les lieux comme le Cimetière national d'Arlington.
« Flash To Bang Time » est un terme militaire utilisé pour décrire l'instant qui, dans une explosion nucléaire, sépare le flash de lumière et le bruit de la détonation qui s'ensuit. La chanson décrit l'éternité d'un instant qui se joue entre les deux et les ressentis d'une personne assistant à une explosion nucléaire. Le texte peut aussi être compris sous un angle métaphorique, évoquant les sensations ressenties lors d'un événement intense. 
Mais le guitariste précise qu'ils ne voulaient pas faire de ce nouvel opus un concept album traitant de la guerre exclusivement. L'album aborde également d'autres thématiques.
« The Galley » reprend la thématique de l'esclavage, à l'instar de Balls to the Wall, mais, cette fois ci, dans un contexte particulier, celui d'une galère . La chanson décrit le calvaire sans fin des esclaves devant ramer en rythme, sous les coups de fouet sans espoir d'une délivrance, si ce n'est la mort. 
« Never Forget » aborde, quant à elle, le thème des attaques du 11 septembre.

## Liste des titres
1. "Hung, Drawn and Quartered" - 4:35
2. "Stalingrad" - 5:59
3. "Hellfire" - 6:07
4. "Flash to Bang Time" - 4:06
5. "Shadow Soldiers" - 5:47
6. "Revolution" - 4:08
7. "Against the World" - 3:36
8. "Twist of Fate" - 5:30
9. "The Quick and the Dead" - 4:25
10. "Never Forget" (bonus track)
11. "The Galley" - 7:21

## Composition du groupe
- Mark Tornillo - Voix
- Wolf Hoffmann - Guitare
- Herman Frank - Guitare
- Peter Baltes - Basse
- Stefan Schwarzmann - Batterie